# Пурен
Пурен (ісп. Purén) — місто в Чилі. Адміністративний центр однойменної комуни. Населення - 7604 особи (2002). Місто і комуна входить до складу провінції Мальєко і регіону Арауканія.
Територія комуни – 464,9 км². Чисельність населення - 12 244 мешканців (2007). Щільність населення - 26,34 чол./км².

## Розташування
Місто розташоване за 88 км на північний захід від адміністративного центру області міста Темуко та за 41 км на південний схід від адміністративного центру провінції міста Анголь.
Комуна межує:
- на півночі - з комунами Анголь, Каньєте
- на сході - з комуною Лос-Саусес
- на півдні - з комуною Лумако
- на заході - з комуною Контульмо

## Демографія
Згідно з даними, зібраними під час перепису Національним інститутом статистики, населення комуни становить 12 244 особи, з яких 6087 чоловіків та 6157 жінок.
Населення комуни становить 1,31% від загальної чисельності населення регіону Арауканія. 44,03% належить до сільського населення та 55,97% - міське населення.